# Roberto Pirillo
Roberto Pirillo (ur. 14 września 1947 w São Paulo, w stanie São Paulo) – brazylijski aktor i reżyser teatralny i telewizyjny, najbardziej znany w Polsce głównie z roli Tobiasa, pierwszej wielkiej miłości tytułowej bohaterki granej przez Lucélię Santos w telenoweli Niewolnica Isaura (emisja w TVP1 w 1986 roku) oraz jako Luís Carlos w telenoweli W kamiennym kręgu.

## Kariera
Swoją karierę sceniczną rozpoczął w wieku 17 lat w Teatro de Alumínio w São Paulo w sztuce Petera Blocka Ruletka Paulisty (Roleta Paulista, 1964) i Kawa Felisberto (Felisberto Café, 1965) z Gastão Tojeiro. Jego największym sukcesem był występ w spektaklu Tylko twoje prawo i rysunek podstawy (Trair e Coçar É Só Começar), w którym grał przez 14 lat i utrzymał się przez pewien czas w telewizji. Debiutował na kinowym ekranie w komedii Corintiano (O Corintiano, 1967).
W 1968 zagrał w kontrowersyjnym przedstawieniu Plínio Marcosa Pozostawieni w dwie brudne noce (Dois Perdidos Numa Noite Suja). Od tamtej pory wystąpił w spektaklach takich jak Miłość do ośmiu rąk (Amor a Oito Mãos), z PedroBloch Krimeterapia (Crimeterapia), Suknia ślubna (Vestido de Noiva) i Kwartet (O Quarteto), a za występ w Check-up otrzymał Nagrodę Gubernatora jako objawienie roku. W komediodramacie W nagiej panterze (A Pantera Nua, 1979) był żigolakiem, a w telewizyjnej adaptacji powieści Machado de Assisa Szklany Pedro Antão (Os Óculos de Pedro Antão, 2008) zagrał postać Barão de Albuquerque. W miniserialu Samson i Dalila (Sansão e Dalila, 2011) wystąpił w roli Simasa, bogatego Filistyńczyka, właściciela pola pszenicy i opiekuńczego ojca Iedy i Judi.
W 2016 powrócił na scenę w komedii 5 homens e um segredo.

## Filmografia

### telenowele
- 1970: A gdy dojdziemy? (E Nós Aonde Vamos?; Rede Tupi)
- 1971: Moja słodka dziewczyna (Minha Doce Namorada; Globo) jako Milton
- 1972: Pierwsza miłość (O Primeiro Amor; Globo) jako Hélio
- 1972: Miłość Rosy (Uma Rosa com Amor; Globo) jako Beto
- 1973: Półbożek (O Semideus; Globo) jako Lulu
- 1974: Supermanoela (Globo) jako Paulo
- 1975: Krzyk (O Grito; Globo) jako Mauro
- 1975: Wspinaczka (Escalada; Globo) jako Sérgio
- 1976: Niewolnica Isaura (Escrava Isaura; Globo) jako Tobias Vidal
- 1977: Lokomotywy (Locomotivas; Globo) jako Cássio
- 1978: Maria, Maria (Globo) jako Eduardo
- 1979: Twarzą w twarz (Cara a Cara; Bandeirantes) jako Julinho
- 1980: Cierpieć z miłości (A Deusa Vencida; Bandeirantes) jako Fernando Albuquerque
- 1981: W kamiennym kręgu (Ciranda de Pedra; Globo) jako Luís Carlos Cassini
- 1982: Raj (Paraíso; Globo) jako Geraldo
- 1984: Marquesa de Santos (Manchete) jako Davi
- 1985: A Gata Comeu (Globo) jako Tony
- 1986: Złote lata (Anos Dourados; Globo) jako kapitan Rafael
- 1986: Mania de Querer (Manchete) jako Nelson
- 1990: Pożądanie (Desejo; Globo)
- 1991: Okaziciel (O Portador; Globo) jako Álvaro
- 1992: Lata rebeliantów (Anos Rebeldes; Globo) jako Rangel
- 1993: Piątek odwołany (Sex Appeal; Globo) – Davi
- 1996: Siostra Catarina (Irmã Catarina; Central Nacional de Televisão/CNT) jako Francisco
- 1997: Oczy ziemi (O Olho da Terra; Record) jako Joel
- 2000: Aquarela do Brasil (Globo) jako Argeu
- 2000: Znaki męki (Marcas da Paixão; Record) jako Rodrigo
- 2003: Dom siedmiu kobiet (A Casa das Sete Mulheres; Globo) jako Mena Barreto
- 2004: Sława (Celebridade; Globo) jako Ernesto Lopes
- 2005: Dowód miłości (Prova de Amor; Record) jako Hélio Nereu
- 2006: Sezon (Alta Estação; Record) jako Olavo
- 2007: Światło słońca (Luz do Sol; Record) jako Plínio/Valadares/Luciano Aguiar
- 2008: Szklany Pedro Antão (Os Óculos de Pedro Antão) jako Barão de Albuquerque
- 2008: Miłość i intryga (Amor e Intrigas; Record) jako Otávio
- 2009: A Lei e o Crime jako Zastępca Trancoso
- 2010: Historia królowej Estery (A História de Ester) jako Escriba Real
- 2011: Samson i Dalila (Sansão e Dalila) jako Simas
- 2014: Império jako dr Merival Porto
- 2015: Além do Tempo jako Genaro

### Filmy
- 1967: W Corintiano (O Corintiano)
- 1968: Chłop i mniszka (O Jeca e a Freira)
- 1970: Konkretne Ronca Ferro (Betão Ronca Ferro)
- 1976: Chłop kontra diabeł (O Jeca contra o Capeta)
- 1977: Mały kciuk przeciw czerwonemu smokowi (O Pequeno Polegar contra o Dragão Vermelho)
- 1977: Miłość pantery (Os Amores da Pantera)
- 1978: Czarna rasa (A Deusa Negra)
- 1979: W nagiej panterze (A Pantera Nua) jako Lincoln
- 1979: Samica z innego świata (Uma Fêmea do Outro Mundo)
- 1981: Okrzyk wolności (Cry Freedom)